# بلیژنیه چسنوچنویه
بلیژنیه چسنوچنویه (انگلیسی: Blizhneye Chesnochnoye) یک شهرک در بخش آلکسیفسکی استان بلگورود کشور روسیه است.